# Anthurium alatum
Anthurium alatum Engl., 1905 è una pianta della famiglia delle Aracee.

## Distribuzione e habitat
È diffusa nei boschi umidi della Colombia occidentale.